# Pisinae
De Pisinae vormen een onderfamilie van de familie Epialtidae uit de infraorde krabben (Brachyura). Tot deze onderfamilie behoort onder andere de gebochelde spinkrab, de enige soort uit deze groep die kan voorkomen voor de Belgische en Nederlandse kust.

## Systematiek
De Pisinae was vroeger een onderfamilie van de Majidae. Tegenwoordig behoort ze tot de Epialtidae. De geslachten die nu in de Pisinae worden ondergebracht zijn: 
- Acanthophrys A. Milne-Edwards, 1865
- Anamathia Smith, 1885
- Apias Rathbun, 1897
- Apiomithrax Rathbun, 1897
- Austrolibinia Griffin, 1966
- Chorilia Dana, 1851
- Chorilibinia Lockington, 1877
- Chorinus Latreille, 1825
- Coelocerus A. Milne-Edwards, 1875
- Cyclocoeloma Miers, 1880
- Cyphocarcinus A. Milne-Edwards, 1868
- Delsolaria Garth, 1973
- Doclea Leach, 1815
- Garthinia Richer de Forges & Ng, 2009
- Giranauria Griffin & Tranter, 1986
- Goniopugettia T. Sakai, 1986
- Guinotinia Richer de Forges & Ng, 2009
- Herbstia H. Milne Edwards, 1834
- Holoplites Rathbun, 1894
- Hoplophrys Henderson, 1893
- Hoploplites Rathbun, 1894
- Hyastenus White, 1847
- Lahaina Dana, 1851
- Laubierinia Richer de Forges & Ng, 2009
- Lepidonaxia Targioni Tozzetti, 1877
- Lepteces Rathbun, 1893
- Leptomaia Griffin & Tranter, 1986
- Leptopisa Stimpson, 1871
- Libidoclaea H. Milne Edwards & Lucas, 1842
- Libinia Leach, 1815
- Lissa Leach, 1815
- Loxorhynchus Stimpson, 1857
- Lyramaia Griffin & Tranter, 1986
- Macrocoeloma Miers, 1879
- Micippoides A. Milne-Edwards, 1873
- Microlissa Pretzmann, 1961
- Micropisa Stimpson, 1857
- Nasutocarcinus Tavares, 1991
- Naxioides A. Milne-Edwards, 1865
- Neodoclea Buitendijk, 1950
- Nibilia A. Milne-Edwards, 1878
- Nicoya Wicksten, 1987
- Notolopas Stimpson, 1871
- Oplopisa A. Milne-Edwards, 1879
- Oxypleurodon Miers, 1886
- Paranaxia Rathbun, 1924
- Pelia Bell, 1836
- Phalangipus Latreille, 1825
- Picroceroides Miers, 1886
- Pisa Leach, 1814
- Pisoides H. Milne Edwards & Lucas, 1843
- Pteromaja Ng & Anker, 2014
- Rhinocarcinus Richer de Forges & Ng, 2009
- Rochinia A. Milne-Edwards, 1875
- Samadinia Ng & Richer de Forges, 2013
- Scyra Dana, 1851
- Sphenocarcinus A. Milne-Edwards, 1878
- Stegopleurodon Richer de Forges & Ng, 2009
- Stenocionops Desmarest, 1823
- Stratiolibinia Tavares & Santana, 2011
- Thusaenys Griffin & Tranter, 1986
- Tiarinia Dana, 1851
- Trachymaia A. Milne-Edwards, 1880
- Tylocarcinus Miers, 1879